# 1-й Кривий провулок (Житомир)
1-й Кривий провулок — провулок в Богунському районі міста Житомира.

## Характеристики
Розташований на Павликівці. Бере початок з Чуднівської вулиці, прямує на південний захід (має відгалуження на південний схід), завершується глухим кутом неподалік берега річки Тетерів. Має перехрестя з Нагірним провулком. Від 1-го Кривого провулка бере початок 2-й Кривий провулок.

## Історія
Забудова провулка почала формуватися з початку ХХ століття. Садибна забудова здебільшого сформувалася до початку Другої світової війни.
Станом на 1915 рік провулок у передмісті Павликівка.
На початку ХХ століття відомий як провулок Брика. Пізніше — Горний провулок (на мапі 1941 року — Berggasse). Чинна назва — з 1950-х років.